# Мамонтово (Сосновский район)
Мамонтово — село в Сосновском районе Тамбовской области России. Входит в состав Отъясского сельсовета.

## География
Мамонтово расположено в пределах Окско-Донской равнины, у рек Цна, Красная Дубрава и озера Святое.
Климат
Мамонтово находится, как и весь район, в умеренном климатическом поясе, и входит в состав континентальной климатической области Восточно-Европейской равнины. В среднем в год выпадает от 350 до 450 мм осадков. Весной, летом и осенью преобладают западные и южные ветра, зимой — северные и северо-восточные. Средняя скорость ветра 4-5 м/с.

## История
Согласно Закону Тамбовской области от 17 сентября 2004 года № 232-З село включено в состав образованного муниципального образования Отъясский сельсовет.

## Население
| 2010 |
| ---- |
| 22   |

## Инфраструктура
Свято-Никольская Мамонтова женская пустынь, Церковь-часовня Феодосия Печерского, Церковь Николая Чудотворца, Церковь Марфы Тамбовской.

## Транспорт
Доступна автотранспортом. Недалеко от села гидроузел на р. Цна.